# Currie Cup (2001)
Currie Cup 2001 – sześćdziesiąta trzecia edycja Currie Cup, najwyższego poziomu rozgrywek w rugby union w Południowej Afryce. Zawody odbyły się w dniach 4 lipca – 25 października 2001 roku.
Rozgrywki toczyły się w pierwszej fazie systemem kołowym w dwóch siedmiozespołowych grupach, po której nastąpiła druga faza grupowa. Czołowa czwórka z każdej z grup walczyła o awans do półfinału turnieju głównego, pozostałe drużyny zaś rywalizowały o trofeum niższej rangi Bankfin Cup, wszystkie zaś zachowały punkty zdobyte w meczach z zespołami z tej samej grupy. Cztery najlepsze zespoły z obu rywalizacji awansowały następnie do fazy pucharowej złożonej z półfinałów i finału.

## Faza grupowa

### Grupa X
| 4 lipca 200119:10 | Natal Sharks | 36:17 | Golden Lions | University of Natal, Durban |
| 4 lipca 200119:10 |              | 36:17 |              | University of Natal, Durban |

| 5 lipca 200117:05 | Falcons | 51:25 | Griffons | Barnard Stadium, Kempton Park |
| 5 lipca 200117:05 |         | 51:25 |          | Barnard Stadium, Kempton Park |

| 5 lipca 200117:05 | Mighty Elephants | 22:22 | Boland Cavaliers | PE Stadium, Port Elizabeth |
| 5 lipca 200117:05 |                  | 22:22 |                  | PE Stadium, Port Elizabeth |

| 11 lipca 200115:00 | Cheetahs | 51:39 | Griffons | Vodacom Park, Bloemfontein |
| 11 lipca 200115:00 |          | 51:39 |          | Vodacom Park, Bloemfontein |

| 12 lipca 200113:00 | Golden Lions | 51:46 | Boland Cavaliers | Ellis Park, Johannesburg |
| 12 lipca 200113:00 |              | 51:46 |                  | Ellis Park, Johannesburg |

| 12 lipca 200115:00 | Falcons | 56:36 | Mighty Elephants | Barnard Stadium, Kempton Park |
| 12 lipca 200115:00 |         | 56:36 |                  | Barnard Stadium, Kempton Park |

| 1 sierpnia 200119:10 | Mighty Elephants | 18:30 | Golden Lions | PE Stadium, Port Elizabeth |
| 1 sierpnia 200119:10 |                  | 18:30 |              | PE Stadium, Port Elizabeth |

| 2 sierpnia 200115:00 | Boland Cavaliers | 19:36 | Cheetahs | Boland Stadium, Wellington |
| 2 sierpnia 200115:00 |                  | 19:36 |          | Boland Stadium, Wellington |

| 3 sierpnia 200115:00 | Griffons | 31:47 | Natal Sharks | North West Stadium, Welkom |
| 3 sierpnia 200115:00 |          | 31:47 |              | North West Stadium, Welkom |

| 16 sierpnia 200115:00 | Cheetahs | 75:21 | Mighty Elephants | Vodacom Park, Bloemfontein |
| 16 sierpnia 200115:00 |          | 75:21 |                  | Vodacom Park, Bloemfontein |

| 16 sierpnia 200115:00 | Golden Lions | 49:15 | Falcons | Ellis Park, Johannesburg |
| 16 sierpnia 200115:00 |              | 49:15 |         | Ellis Park, Johannesburg |

| 16 sierpnia 200117:05 | Natal Sharks | 37:20 | Boland Cavaliers | University of Natal, Durban |
| 16 sierpnia 200117:05 |              | 37:20 |                  | University of Natal, Durban |

| 30 sierpnia 200117:05 | Boland Cavaliers | 42:22 | Griffons | Boland Stadium, Wellington |
| 30 sierpnia 200117:05 |                  | 42:22 |          | Boland Stadium, Wellington |

| 30 sierpnia 200119:10 | Falcons | 32:26 | Cheetahs | Barnard Stadium, Kempton Park |
| 30 sierpnia 200119:10 |         | 32:26 |          | Barnard Stadium, Kempton Park |

| 31 sierpnia 200115:00 | Mighty Elephants | 7:58 | Natal Sharks | PE Stadium, Port Elizabeth |
| 31 sierpnia 200115:00 |                  | 7:58 |              | PE Stadium, Port Elizabeth |

| 6 września 200115:00 | Golden Lions | 23:19 | Cheetahs | Ellis Park, Johannesburg |
| 6 września 200115:00 |              | 23:19 |          | Ellis Park, Johannesburg |

| 6 września 200115:00 | Griffons | 23:17 | Mighty Elephants | North West Stadium, Welkom |
| 6 września 200115:00 |          | 23:17 |                  | North West Stadium, Welkom |

| 6 września 200115:00 | Natal Sharks | 25:30 | Falcons | University of Natal, Durban |
| 6 września 200115:00 |              | 25:30 |         | University of Natal, Durban |

| 12 września 200116:00 | Boland Cavaliers | 22:34 | Falcons | Boland Stadium, Wellington |
| 12 września 200116:00 |                  | 22:34 |         | Boland Stadium, Wellington |

| 13 września 200115:00 | Cheetahs | 36:28 | Natal Sharks | Vodacom Park, Bloemfontein |
| 13 września 200115:00 |          | 36:28 |              | Vodacom Park, Bloemfontein |

| 13 września 200117:05 | Griffons | 30:53 | Golden Lions | North West Stadium, Welkom |
| 13 września 200117:05 |          | 30:53 |              | North West Stadium, Welkom |

### Grupa Y
| 5 lipca 200115:00 | SWD Eagles | 24:28 | Blue Bulls | Outeniqua Park, George |
| 5 lipca 200115:00 |            | 24:28 |            | Outeniqua Park, George |

| 5 lipca 200117:05 | Western Province | 33:6 | Leopards | Newlands Stadium, Kapsztad |
| 5 lipca 200117:05 |                  | 33:6 |          | Newlands Stadium, Kapsztad |

| 5 lipca 200117:05 | Pumas | 59:22 | Border Bulldogs | Atlantic Stadium, Witbank |
| 5 lipca 200117:05 |       | 59:22 |                 | Atlantic Stadium, Witbank |

| 11 lipca 200119:10 | Border Bulldogs | 39:26 | Leopards | ABSA Stadium, Durban |
| 11 lipca 200119:10 |                 | 39:26 |          | ABSA Stadium, Durban |

| 12 lipca 200115:00 | Pumas | 22:13 | Blue Bulls | Atlantic Stadium, Witbank |
| 12 lipca 200115:00 |       | 22:13 |            | Atlantic Stadium, Witbank |

| 13 lipca 200115:00 | Western Province | 27:26 | Griquas | Newlands Stadium, Kapsztad |
| 13 lipca 200115:00 |                  | 27:26 |         | Newlands Stadium, Kapsztad |

| 2 sierpnia 200115:00 | Blue Bulls | 54:18 | Border Bulldogs | Loftus Versfeld Stadium, Pretoria |
| 2 sierpnia 200115:00 |            | 54:18 |                 | Loftus Versfeld Stadium, Pretoria |

| 2 sierpnia 200115:00 | SWD Eagles | 19:63 | Western Province | Outeniqua Park, George |
| 2 sierpnia 200115:00 |            | 19:63 |                  | Outeniqua Park, George |

| 2 sierpnia 200115:00 | Griquas | 27:46 | Pumas | Absa Park, Kimberley |
| 2 sierpnia 200115:00 |         | 27:46 |       | Absa Park, Kimberley |

| 15 sierpnia 200117:05 | Border Bulldogs | 14:22 | Griquas | ABSA Stadium, Durban |
| 15 sierpnia 200117:05 |                 | 14:22 |         | ABSA Stadium, Durban |

| 15 sierpnia 200119:10 | Leopards | 32:40 | Blue Bulls | Olën Park, Potchefstroom |
| 15 sierpnia 200119:10 |          | 32:40 |            | Olën Park, Potchefstroom |

| 16 sierpnia 200117:05 | Pumas | 111:14 | SWD Eagles | Atlantic Stadium, Witbank |
| 16 sierpnia 200117:05 |       | 111:14 |            | Atlantic Stadium, Witbank |

| 30 sierpnia 200117:05 | Griquas | 52:35 | Leopards | Absa Park, Kimberley |
| 30 sierpnia 200117:05 |         | 52:35 |          | Absa Park, Kimberley |

| 30 sierpnia 200117:05 | SWD Eagles | 41:24(24:11) | Border Bulldogs | Outeniqua Park, George |
| 30 sierpnia 200117:05 |            | 41:24(24:11) |                 | Outeniqua Park, George |

| 30 sierpnia 200117:05 | Western Province | 33:28 | Pumas | Newlands Stadium, Kapsztad |
| 30 sierpnia 200117:05 |                  | 33:28 |       | Newlands Stadium, Kapsztad |

| 5 września 200119:10 | Border Bulldogs | 22:32 | Western Province | ABSA Stadium, Durban |
| 5 września 200119:10 |                 | 22:32 |                  | ABSA Stadium, Durban |

| 6 września 200115:00 | Leopards | 49:5 | SWD Eagles | Olën Park, Potchefstroom |
| 6 września 200115:00 |          | 49:5 |            | Olën Park, Potchefstroom |

| 7 września 200115:00 | Blue Bulls | 77:30 | Griquas | Loftus Versfeld Stadium, Pretoria |
| 7 września 200115:00 |            | 77:30 |         | Loftus Versfeld Stadium, Pretoria |

| 13 września 200116:00 | Griquas | 44:21 | SWD Eagles | Absa Park, Kimberley |
| 13 września 200116:00 |         | 44:21 |            | Absa Park, Kimberley |

| 13 września 200117:05 | Leopards | 24:47 | Pumas | Olën Park, Potchefstroom |
| 13 września 200117:05 |          | 24:47 |       | Olën Park, Potchefstroom |

| 13 września 200117:05 | Blue Bulls | 19:22 | Western Province | Loftus Versfeld Stadium, Pretoria |
| 13 września 200117:05 |            | 19:22 |                  | Loftus Versfeld Stadium, Pretoria |

## Top 8

### Faza grupowa
| 20 września 200115:00 | Blue Bulls | 17:24 | Natal Sharks | Loftus Versfeld Stadium, Pretoria |
| 20 września 200115:00 |            | 17:24 |              | Loftus Versfeld Stadium, Pretoria |

| 20 września 200115:00 | Griquas | 22:26 | Cheetahs | Absa Park, Kimberley |
| 20 września 200115:00 |         | 22:26 |          | Absa Park, Kimberley |

| 20 września 200117:05 | Western Province | 34:16 | Golden Lions | Newlands Stadium, Kapsztad |
| 20 września 200117:05 |                  | 34:16 |              | Newlands Stadium, Kapsztad |

| 21 września 200115:00 | Pumas | 32:40 | Falcons | Atlantic Stadium, Witbank |
| 21 września 200115:00 |       | 32:40 |         | Atlantic Stadium, Witbank |

| 26 września 200119:10 | Natal Sharks | 65:17 | Griquas | University of Natal, Durban |
| 26 września 200119:10 |              | 65:17 |         | University of Natal, Durban |

| 27 września 200115:00 | Falcons | 26:35 | Western Province | Barnard Stadium, Kempton Park |
| 27 września 200115:00 |         | 26:35 |                  | Barnard Stadium, Kempton Park |

| 27 września 200117:05 | Cheetahs | 42:20 | Blue Bulls | Vodacom Park, Bloemfontein |
| 27 września 200117:05 |          | 42:20 |            | Vodacom Park, Bloemfontein |

| 28 września 200115:00 | Golden Lions | 49:29 | Pumas | Ellis Park, Johannesburg |
| 28 września 200115:00 |              | 49:29 |       | Ellis Park, Johannesburg |

| 3 października 200120:00 | Blue Bulls | 23:15 | Falcons | Loftus Versfeld Stadium, Pretoria |
| 3 października 200120:00 |            | 23:15 |         | Loftus Versfeld Stadium, Pretoria |

| 4 października 200115:00 | Griquas | 32:64 | Golden Lions | Absa Park, Kimberley |
| 4 października 200115:00 |         | 32:64 |              | Absa Park, Kimberley |

| 4 października 200117:05 | Pumas | 11:37 | Natal Sharks | Atlantic Stadium, Witbank |
| 4 października 200117:05 |       | 11:37 |              | Atlantic Stadium, Witbank |

| 4 października 200119:10 | Western Province | 61:26 | Cheetahs | Newlands Stadium, Kapsztad |
| 4 października 200119:10 |                  | 61:26 |          | Newlands Stadium, Kapsztad |

| 10 października 200116:00 | Falcons | 65:30 | Griquas | Barnard Stadium, Kempton Park |
| 10 października 200116:00 |         | 65:30 |         | Barnard Stadium, Kempton Park |

| 10 października 200119:10 | Cheetahs | 47:26(28:7) | Pumas | Vodacom Park, Bloemfontein |
| 10 października 200119:10 |          | 47:26(28:7) |       | Vodacom Park, Bloemfontein |

| 11 października 200115:00 | Golden Lions | 32:22 | Blue Bulls | Ellis Park, Johannesburg |
| 11 października 200115:00 |              | 32:22 |            | Ellis Park, Johannesburg |

| 11 października 200117:05 | Natal Sharks | 36:13 | Western Province | University of Natal, Durban |
| 11 października 200117:05 |              | 36:13 |                  | University of Natal, Durban |

### Faza pucharowa
|  |                      |                  |              |                      |    |                  |                  |       |
|  | Półfinał             | Półfinał         | Półfinał     |                      |    | Finał            | Finał            | Finał |
|  | Półfinał             | Półfinał         | Półfinał     |                      |    | Finał            | Finał            | Finał |
|  | 18 października 2001 |                  |              |                      |    |                  |                  |       |
|  |                      |                  |              |                      |    |                  |                  |       |
|  | Western Province     | Western Province | 40           |                      |    |                  |                  |       |
|  | Western Province     | Western Province | 40           | 25 października 2001 |    |                  |                  |       |
|  | Cheetahs             | Cheetahs         | 18           |                      |    |                  |                  |       |
|  | Cheetahs             | Cheetahs         | 18           |                      |    | Western Province | Western Province | 29    |
|  | 18 października 2001 |                  |              |                      |    | Western Province | Western Province | 29    |
|  |                      |                  | Natal Sharks | Natal Sharks         | 24 |                  |                  |       |
|  | Natal Sharks         | Natal Sharks     | Natal Sharks | Natal Sharks         | 24 | 16               |                  |       |
|  | Natal Sharks         | Natal Sharks     |              |                      |    |                  |                  |       |
|  | Golden Lions         | Golden Lions     | 9            |                      |    |                  |                  |       |
|  | Golden Lions         | Golden Lions     | 9            |                      |    |                  |                  |       |

| 18 października 200117:05 | Western Province | 40:18 | Cheetahs | Newlands Stadium, Kapsztad |
| 18 października 200117:05 |                  | 40:18 |          | Newlands Stadium, Kapsztad |

| 18 października 200114:30 | Natal Sharks | 16:9 | Golden Lions | ABSA Stadium, Durban |
| 18 października 200114:30 |              | 16:9 |              | ABSA Stadium, Durban |

| 25 października 200117:05 | Western Province | 29:24 | Natal Sharks | Newlands Stadium, Kapsztad Sędzia: André Watson |
| 25 października 200117:05 |                  | 29:24 |              | Newlands Stadium, Kapsztad Sędzia: André Watson |

## Bankfin Cup

### Faza grupowa
| 19 września 200116:00 | Boland Cavaliers | 47:36 | SWD Eagles | Boland Stadium, Wellington |
| 19 września 200116:00 |                  | 47:36 |            | Boland Stadium, Wellington |

| 20 września 200115:30 | Mighty Elephants | 27:17 | Border Bulldogs | PE Stadium, Port Elizabeth |
| 20 września 200115:30 |                  | 27:17 |                 | PE Stadium, Port Elizabeth |

| 20 września 200116:00 | Leopards | 29:21 | Griffons | Olën Park, Potchefstroom |
| 20 września 200116:00 |          | 29:21 |          | Olën Park, Potchefstroom |

| 26 września 200119:30 | Border Bulldogs | 10:14 | Boland Cavaliers | ABSA Stadium, Durban |
| 26 września 200119:30 |                 | 10:14 |                  | ABSA Stadium, Durban |

| 27 września 200115:00 | Griffons | 41:25 | SWD Eagles | North West Stadium, Welkom |
| 27 września 200115:00 |          | 41:25 |            | North West Stadium, Welkom |

| 27 września 200116:00 | Leopards | 25:19 | Mighty Elephants | Olën Park, Potchefstroom |
| 27 września 200116:00 |          | 25:19 |                  | Olën Park, Potchefstroom |

| 4 października 200115:30 | SWD Eagles | 26:31 | Mighty Elephants | Outeniqua Park, George |
| 4 października 200115:30 |            | 26:31 |                  | Outeniqua Park, George |

| 4 października 200115:30 | Boland Cavaliers | 36:30 | Leopards | Boland Stadium, Wellington |
| 4 października 200115:30 |                  | 36:30 |          | Boland Stadium, Wellington |

| 4 października 200115:45 | Border Bulldogs | 36:22 | Griffons | ABSA Stadium, Durban |
| 4 października 200115:45 |                 | 36:22 |          | ABSA Stadium, Durban |

| 11 października 200113:30 | Leopards | 43:42(21:25) | Mighty Elephants | Olën Park, Potchefstroom |
| 11 października 200113:30 |          | 43:42(21:25) |                  | Olën Park, Potchefstroom |

| 11 października 200115:30 | Boland Cavaliers | 68:29 | Border Bulldogs | Boland Stadium, Wellington |
| 11 października 200115:30 |                  | 68:29 |                 | Boland Stadium, Wellington |

| 17 października 200116:30 | Boland Cavaliers | 41:27 | Leopards | Boland Stadium, Wellington |
| 17 października 200116:30 |                  | 41:27 |          | Boland Stadium, Wellington |

### Faza pucharowa
|  |                      |                  |          |                      |    |                  |                  |       |
|  | Półfinał             | Półfinał         | Półfinał |                      |    | Finał            | Finał            | Finał |
|  | Półfinał             | Półfinał         | Półfinał |                      |    | Finał            | Finał            | Finał |
|  | 11 października 2001 |                  |          |                      |    |                  |                  |       |
|  |                      |                  |          |                      |    |                  |                  |       |
|  | Boland Cavaliers     | Boland Cavaliers | 68       |                      |    |                  |                  |       |
|  | Boland Cavaliers     | Boland Cavaliers | 68       | 17 października 2001 |    |                  |                  |       |
|  | Border Bulldogs      | Border Bulldogs  | 29       |                      |    |                  |                  |       |
|  | Border Bulldogs      | Border Bulldogs  | 29       |                      |    | Boland Cavaliers | Boland Cavaliers | 41    |
|  | 11 października 2001 |                  |          |                      |    | Boland Cavaliers | Boland Cavaliers | 41    |
|  |                      |                  | Leopards | Leopards             | 27 |                  |                  |       |
|  | Leopards             | Leopards         | Leopards | Leopards             | 27 | 43               |                  |       |
|  | Leopards             | Leopards         |          |                      |    |                  |                  |       |
|  | Mighty Elephants     | Mighty Elephants | 42       |                      |    |                  |                  |       |
|  | Mighty Elephants     | Mighty Elephants | 42       |                      |    |                  |                  |       |

| 11 października 200115:30 | Boland Cavaliers | 68:29 | Border Bulldogs | Boland Stadium, Wellington |
| 11 października 200115:30 |                  | 68:29 |                 | Boland Stadium, Wellington |

| 11 października 200113:30 | Leopards | 43:42(21:25) | Mighty Elephants | Olën Park, Potchefstroom |
| 11 października 200113:30 |          | 43:42(21:25) |                  | Olën Park, Potchefstroom |

| 17 października 200116:30 | Boland Cavaliers | 41:27 | Leopards | Boland Stadium, Wellington |
| 17 października 200116:30 |                  | 41:27 |          | Boland Stadium, Wellington |